# Денисик Григорій Іванович
Григорій Іванович Денисик (нар.7 грудня 1949, Онут Заставнівського району Чернівецької області) — український фізико-географ, ландшафтознавець, доктор географічних наук, професор, академік Академії наук вищої освіти України, завідувач кафедри фізичної географії природничо-географічного факультету Вінницького державного педагогічного університету імені Михайла Коцюбинського, відмінник освіти України.

## Життєпис
Григорій Денисик народився 7 грудня 1949 року в селі Онут на Буковині.
У 1975 році закінчив географічний факультет Чернівецького університету.
1975 року він був направлений вчителем географії до Турбівської середньої школі до смт. Турбова Липовецького району Вінницької області.
З 1976 року працює у Вінницькому державному педагогічному університеті імені Михайла Коцюбинського.
1984 року він успішно захистив кандидатську дисертацію «Техногенные ландшафты Подолья, их структура, классификация и рациональное использование», а 1999 року — докторську дисертацію «Антропогенні ландшафти Правобережної України: історико-географічний аналіз, регіональні структури, оптимізація».
У 1989—1993 роках і з 2000 року обіймає посаду завідувача кафедри географії природничо-географічного факультету цього ж університету.
Упродовж 2002—2003 років він був проректором з виховної роботи Вінницькому державному педагогічному університеті імені Михайла Коцюбинського.

## Громадська діяльність
Григорій Денисик є членом двох спеціалізованих вчених рад з захисту кандидатських і докторських дисертацій при Київському національному університеті імені Тараса Шевченка та Інституті географії НАН України.
Він очолює Вінницький відділ Українського географічного товариства та входить до складу Президії Наукової ради цього товариства.
Крім того, він є головою Вінницького осередку Всеукраїнської екологічної ліги.
Був творцем і організатором Всеукраїнського географічного турніру на кубок ім. Григогія Івановича Денисика.

## Науковий доробок
У науковому доробку Григорія Денисика близько 400-т наукових праць, з них 12 монографій і 8 навчальних посібників.
Він займається дослідженнями природничої географії (фізична, історична, антропогенна) та ландшафтознавства (натуральне, історичне й антропогенне). Входить до складу редакційних колегій серії монографій: «Поділля: природа і ландшафти», «Антропогенні ландшафти Поділля», «Антропогенні ландшафти Правобережної України» та науково-популярну серію «Земля Подільська». Є редактором «Наукових записок Вінницького державного педагогічного університету імені Михайла Коцюбинського. Серія: Географія». [Архівовано 16 жовтня 2019 у Wayback Machine.] Григорій Денисик більш детально дослідив проблему антропогенних ландшафтів, яку сформулював російський фізико-географ Федір Мільков.
Основні праці:
- Денисик Г. І. Антропогенні ландшафти Правобережної України: монографія / Денисик Г. І. — Вінниця: Арбат, 1998. — 292 с.
- Денисик Г. І. Антропогенні ландшафти річища та заплави Південного Бугу: монографія / Г. І. Денисик, О. Д. Лаврик. — Вінниця: ПП "ТД «Едельвейс і К», 2012. — 210 с. — (Серія «Антропогенні ландшафти Правобережної України»).
- Денисик Г. І. Антропогенне ландшафтознавство: навч. посібник, Ч. 1 : Загальне антропогенне ландшафтознавство / Г. І. Денисик. — Вінниця: Вінницька обласна друкарня, 2014. — 332 с.
- Денисик Г. І. Антропогенне ландшафтознавство: навч. посібник. Ч. 2. Регіональне антропогенне ландшафтознавство / Г. І. Денисик. — Вінниця: Вінницька обласна друкарня, 2015. — 328 с.
- Денисик Г. І. Висотна диференціація рівнинних ландшафтів України: монографія / Г. І. Денисик, Л. М. Кирилюк. — Вінниця: ПП "ТД «Едельвейс і К», 2010. — 236 с.
- Денисик Г. І. Водні антропогенні ландшафти Поділля: [монографія] / Денисик Г. І., Хаєцький Г. С., Стефанков Л. І. — Вінниця: ПП "Видавництво «Теза», 2007. — 216 с. — (Серія «Антропогенні ландшафти Поділля»).
- Денисик Г. І. Дорожні ландшафти Поділля: [монографія] / Г. І. Денисик, О. М. Вальчук. — Вінниця: ПП "Видавництво «Теза», 2005. — 178 с. — (Серія «Антропогенні ландшафти Поділля»).
- Денисик Г. І. Лісополе України: [монографія] / Денисик Г. І. — Вінниця: Вид-во «Тезис», 2001. — 284 с.
- Денисик Г. І. Лісостепові полісся: [монографія] / Г. І. Денисик, О. П. Чиж. — Вінниця: ПП "Видавництво «Теза», 2007. — 210 c.
- Денисик Г. І. Мікроосередкові процеси в антропогенних ландшафтах: [монографія] / Денисик Г. І., Шмагельська М. О., Стефанков Л. І. — Вінниця: ПП «Едельвейс і К», 2010. — 212 с.
- Денисик Г. І. Природнича географія Поділля / Денисик Г. І. — Вінниця: ЕкоБізнесЦентр, 2006. — 184 с.
- Денисик Г. І. Рекреаційні ландшафти Поділля: [монографія] / Г. І. Денисик, В. М. Воловик. — Вінниця: ПП «Едельвейс і К», 2009. — 209 с. — (Серія «Антропогенні ландшафти Поділля»).
- Денисик Г. І. Селитебні ландшафти Поділля: [монографія]. Ч. 1. Ландшафти міст та приміських зон / Г. І. Денисик, О. І. Бабчинська. — Вінниця: ПП "Видавництво «Теза», 2006. — 256 с. — (Серія «Антропогенні ландшафти Поділля»).
- Середнє Побужжя: [монографія]; за ред. Г. І. Денисика. — Вінниця: Гіпаніс, 2002. — 280 c. — (Поділля: природа і ландшафти).
- Середнє Придністров'я: [монографія]; за ред. Г. І. Денисика. — Вінниця: ПП "Видавництво «Теза», 2007. — 431 с. — (Поділля: природа і ландшафти).

## Нагороди і відзнаки
- Відмінник освіти України (2002)
- Видатний випускник Чернівецького національного університету імені Юрія Федьковича